# 와카타베 하루카
와카타베 하루카(일본어: 若田部 遥, HARUKA WAKATABE, 1998년 9월 26일 ~ )는 일본의 후지 TV 보도국 기자이며, 여성 아이돌 그룹 전 HKT48 팀H의 멤버이다. 그녀의 아버지는 후쿠오카 다이에 호크스와 요코하마 베이스타스에서 활약했던 와카타베 겐이치이다.